# Krummenluch
Krummenluch, auch Försterei Krummenluch ist ein ehemaliger Wohnplatz im Ortsteil Niederlehme der Stadt Königs Wusterhausen. 
Die abgelegene Siedlung befindet sich nur über einen Betonplattenweg erreichbar mitten im Wald am Rand des namensgebenden Krummen Luchs. Erstmals urkundlich erwähnt wurde Krummenluch im Jahr 1823 als Krummeluch. Benannt wurde die Siedlung nach dem Bruchgebiet Das krumme Luch, an dessen Rand sie liegt. Der Wohnplatz besteht aus einem um 1900 errichteten Wohnhaus aus Backstein, sowie mehreren Ställen und Schuppen. Um 1960 herum wurde das Ensemble um diverse Garagen für forsttechnische Fahrzeuge und Geräte erweitert.
Seit Anfang der 1990er Jahre ist die Siedlung verlassen, die Gebäude dem Verfall überlassen. Lediglich eine größere Scheune wird gelegentlich als Lagerort für Hochsitze genutzt. Während der Ort und der Name auf älteren Karten noch verzeichnet sind, fehlt heutzutage jeglicher Hinweis auf den Wohnplatz.